# Esqui estilo livre nos Jogos Olímpicos de Inverno de 2014
As competições de esqui estilo livre nos Jogos Olímpicos de Inverno de 2014 foram realizadas no Parque Extreme Rosa Khutor, localizado na Clareira Vermelha, em Sóchi. Dez eventos ocorreram entre 6 e 21 de fevereiro.
Em abril de 2011, o Comitê Olímpico Internacional aprovou a adição do evento de halfpipe tanto masculino como feminino. Três meses depois, em julho, o slopestyle também foi adicionado ao programa, totalizando quatro novos eventos com relação aos Jogos Olímpicos de 2010.

## Programação
A seguir está a programação da competição para os dez eventos da modalidade.
Horário local (UTC+4).
| Data            | Horário | Evento                              |
| --------------- | ------- | ----------------------------------- |
| 6 de fevereiro  | 18:00   | Moguls feminino – qualificação 1    |
| 8 de fevereiro  | 18:00   | Moguls feminino – qualificação 2    |
| 8 de fevereiro  | 22:00   | Moguls feminino – finais            |
| 10 de fevereiro | 18:00   | Moguls masculino – qualificação 1   |
| 10 de fevereiro | 18:50   | Moguls masculino – qualificação 2   |
| 10 de fevereiro | 22:00   | Moguls masculino – finais           |
| 11 de fevereiro | 10:00   | Slopestyle feminino – qualificação  |
| 11 de fevereiro | 13:00   | Slopestyle feminino – final         |
| 13 de fevereiro | 10:15   | Slopestyle masculino – qualificação |
| 13 de fevereiro | 13:30   | Slopestyle masculino – final        |
| 14 de fevereiro | 17:45   | Aerials feminino – qualificação 1   |
| 14 de fevereiro | 18:30   | Aerials feminino – qualificação 2   |
| 14 de fevereiro | 21:30   | Aerials feminino – finais           |
| 17 de fevereiro | 16:45   | Aerials masculino – qualificação 1  |
| 17 de fevereiro | 17:30   | Aerials masculino – qualificação 2  |
| 17 de fevereiro | 20:30   | Aerials masculino – finais          |
| 18 de fevereiro | 16:45   | Halfpipe masculino – qualificação   |
| 18 de fevereiro | 20:30   | Halfpipe masculino – final          |
| 20 de fevereiro | 10:45   | Ski cross masculino – qualificação  |
| 20 de fevereiro | 12:30   | Ski cross masculino – oitavas       |
| 20 de fevereiro | 13:05   | Ski cross masculino – quartas       |
| 20 de fevereiro | 13:25   | Ski cross masculino – semifinais    |
| 20 de fevereiro | 13:39   | Ski cross masculino – finais        |
| 20 de fevereiro | 17:30   | Halfpipe feminino – qualificação    |
| 20 de fevereiro | 20:30   | Halfpipe feminino – final           |
| 21 de fevereiro | 10:45   | Ski cross feminino – qualificação   |
| 21 de fevereiro | 12:30   | Ski cross feminino – oitavas        |
| 21 de fevereiro | 13:05   | Ski cross feminino – quartas        |
| 21 de fevereiro | 13:25   | Ski cross feminino – semifinais     |
| 21 de fevereiro | 13:39   | Ski cross feminino – finais         |

## Medalhistas
Masculino
| Evento              | Ouro                                | Prata                            | Bronze                          |
| ------------------- | ----------------------------------- | -------------------------------- | ------------------------------- |
| Aerials detalhes    | Anton Kushnir BLR Bielorrússia      | David Morris AUS Austrália       | Jia Zongyang CHN China          |
| Halfpipe detalhes   | David Wise USA Estados Unidos       | Mike Riddle CAN Canadá           | Kevin Rolland FRA França        |
| Moguls detalhes     | Alexandre Bilodeau CAN Canadá       | Mikaël Kingsbury CAN Canadá      | Alexandr Smyshlyaev RUS Rússia  |
| Slopestyle detalhes | Joss Christensen USA Estados Unidos | Gus Kenworthy USA Estados Unidos | Nick Goepper USA Estados Unidos |
| Ski cross detalhes  | Jean-Frédéric Chapuis FRA França    | Arnaud Bovolenta FRA França      | Jonathan Midol FRA França       |

Feminino
| Evento              | Ouro                               | Prata                            | Bronze                            |
| ------------------- | ---------------------------------- | -------------------------------- | --------------------------------- |
| Aerials detalhes    | Alla Tsuper BLR Bielorrússia       | Xu Mengtao CHN China             | Lydia Lassila AUS Austrália       |
| Halfpipe detalhes   | Maddie Bowman USA Estados Unidos   | Marie Martinod FRA França        | Ayana Onozuka JPN Japão           |
| Moguls detalhes     | Justine Dufour-Lapointe CAN Canadá | Chloé Dufour-Lapointe CAN Canadá | Hannah Kearney USA Estados Unidos |
| Slopestyle detalhes | Dara Howell CAN Canadá             | Devin Logan USA Estados Unidos   | Kim Lamarre CAN Canadá            |
| Ski cross detalhes  | Marielle Thompson CAN Canadá       | Kelsey Serwa CAN Canadá          | Anna Holmlund SWE Suécia          |

## Quadro de medalhas
| Ordem | País               | Medalha de ouro | Medalha de prata | Medalha de bronze |    | Ordem por total |
| ----- | ------------------ | --------------- | ---------------- | ----------------- | -- | --------------- |
| 1     | CAN Canadá         | 4               | 4                | 1                 | 9  | 1               |
| 2     | USA Estados Unidos | 3               | 2                | 2                 | 7  | 2               |
| 3     | BLR Bielorrússia   | 2               |                  |                   | 2  | 4               |
| 4     | FRA França         | 1               | 2                | 2                 | 5  | 3               |
| 5     | AUS Austrália      |                 | 1                | 1                 | 2  | 4               |
|       | CHN China          |                 | 1                | 1                 | 2  | 4               |
| 7     | JPN Japão          |                 |                  | 1                 | 1  | 7               |
|       | RUS Rússia         |                 |                  | 1                 | 1  | 7               |
|       | SWE Suécia         |                 |                  | 1                 | 1  | 7               |
| TOTAL | TOTAL              | 10              | 10               | 10                | 30 | —               |